# Bystrycia (obwód zakarpacki)
Bystrycia (ukr. Бистриця) – wieś na Ukrainie, w obwodzie zakarpackim, w rejonie mukaczewskim, w hromadzie Czynadijowo. Liczy 1052 mieszkańców.